# ヴィマル
ヴィマル（Vimal）は、インドのタミル語映画で活動する俳優。『Kanchivaram』への出演で知名度を上げ、『Pasanga』で主演デビューした。

## 生い立ち
ティルチラーパッリ県マナッパラーイ近郊の村パンナンコンブ出身で、幼少期にチェンナイに移住した。学生時代にダンスを習い始め、同地の演劇グループ・クートゥッパタラージに参加した。
2010年にアクシャヤと結婚し、3人の子供をもうけた。

## キャリア
2001年から俳優として活動を始め、クートゥッパタラージで活動するかたわら『百発百中 Ghilli』『Kireedam』『Kuruvi』『Kanchivaram』などに端役出演している。2009年にパンディラージの『Pasanga』で主演デビューし、批評家から演技を絶賛された。2010年にはA・サルクナンの『Kalavani』でオーヴィヤーと共演し、映画はスリーパー・ヒットを記録した。2011年は『Thoonga Nagaram』『Eththan』『Vaagai Sooda Vaa』に出演し、『Vaagai Sooda Vaa』では1960年代の村を舞台にした作品で、ヴィマルは教師ヴェールターンビ役を演じている。2012年に出演した『Mattuthavani』は興行的に失敗し、続いてスンダル・Cの『Kalakalappu』に出演した。テルグ語映画『Yemaindhi Ee Vela』をリメイクした『Ishtam』では、キャリアの中で初めて都会の若者役を演じている。
2013年は『Sillunu Oru Sandhippu』に出演し、シヴァカールティケーヤンと共演した『Kedi Billa Killadi Ranga』は好調な興行成績を記録した。このほかに『Moondru Per Moondru Kadal』『Desingu Raja』に出演し、R・パールティバンと共演した『Jannal Oram』では混合的な評価となった。2014年には『Pulivaal』『Manjapai』『Netru Indru』に出演し、その後は『Kaaval』『Anjala』『Mapla Singam』に出演している。2018年は『Mannar Vagaiyara』に出演し、キャリアの中で初めてプロデューサーを務めて興行的な成功を収めた。同年12月に出演した『Evanukku Engeyo Matcham Irukku』は批評家から酷評され、その後は『Kalavani 2』『Kanni Raasi』に出演した。2022年はZEE5配信のウェブシリーズ『Vilangu』に出演し、批評家から好評を博した。

## 受賞歴
| 年                           | 部門                     | 作品                     | 結果                     | 出典                     |
| タミル・ナードゥ州映画賞     | タミル・ナードゥ州映画賞 | タミル・ナードゥ州映画賞 | タミル・ナードゥ州映画賞 | タミル・ナードゥ州映画賞 |
| ---------------------------- | ------------------------ | ------------------------ | ------------------------ | ------------------------ |
| 2011年                       | 主演男優賞               | 『Vaagai Sooda Vaa』     | 受賞                     | [ 24 ]                   |
| アーナンダ・ヴィカタン映画賞 |                          |                          |                          |                          |
| 2010年                       | 新人男優賞               | 『Pasanga』              | 受賞                     |                          |
| ヴィジャイ・アワード         |                          |                          |                          |                          |
| 2010年                       | 新人男優賞               | 『Pasanga』              | 受賞                     | [ 25 ]                   |